# Carlos Antonio López
Carlos Antonio López (ur. 4 listopada 1790 w Asunción, zm. 10 września 1862 tamże) – paragwajski polityk, pierwszy prezydent Paragwaju (de facto drugi) od 1844 do śmierci, który przyczynił się do postępu gospodarczego Paragwaju i wzrostu jego znaczenia na arenie międzynarodowej.

## Zarys biografii
Jego wujem był dyktatorski szef państwa José Gaspar Rodríguez de Francia, który od 1814 sprawował w kraju niczym nie ograniczoną despotyczną władzę. Urodził się w biednej rodzinie. Po ukończeniu seminarium nauczycielskiego w San Carlos rozpoczął w nim pracę wykładowcy, a gdy Rodriguez de Francia zamknął tę uczelnię, López znalazł nowe źródło dochodów: wziął ślub z sukcesorką jednego z największych majątków w Paragwaju, co włączyło go w poczet najbogatszych osób w kraju. Mimo to musiał z woli Rodrigueza de Francii opuścić miasto stołeczne Asunción. Zamieszkał w swoim świeżo kupionym ranczu. W 1840 Rodriguez de Francia zmarł. Wówczas López powrócił do paragwajskiej stolicy, by w 1841 współrządzić państwem jako jeden z dwu konsulów, którym zgodnie z nowo uchwaloną konstytucją przysługiwała najwyższa władza. W 1844 López obalił swego współkonsula i zawiesił konstytucję, co zagwarantowało mu następne dwadzieścia lat dyktatorskich rządów.
Carlos Antonio López bezwzględnie tłumił wszelkie przejawy opozycji i zwiększał swoje dochody finansowe wykorzystując pełnioną przez siebie funkcję. Równocześnie przystąpił do realizacji rozwoju gospodarczego Paragwaju. Dążył do zniwelowania skutków polityki izolacjonizmu, którą narzucił ongiś Rodriguez de Francia. Zachęcał w tym celu do przyjazdu wielu specjalistów z Europy. Rozbudowie gospodarki towarzyszyło nawiązanie stosunków dyplomatycznych z wieloma krajami (Brazylia, Wielka Brytania, Stany Zjednoczone) oraz wprowadzanie dalekosiężnych reform politycznych. López zwolnił więźniów politycznych, zniósł niewolnictwo, zabronił stosowania tortur i rozwijał szkolnictwo powszechne. Miały one jednak charakter w większości powierzchowny, gdyż tylko niektórzy więźniowie zyskali wolność, a proceder niewolnictwa wciąż istniał wbrew zakazowi, podobnie jak stosowanie tortur.
Podsumowując w sprawach wewnętrznych kontynuował linię Rodrigueza de Francii – rozbudowywał gospodarkę przy równoczesnym sprawowaniu rządów dyktatorskich, jednak zrezygnował z dotychczasowego izolacjonistycznego kierunku w polityce zagranicznej. Po śmierci Carlosa Antonio Lópeza prezydentem został jego najstarszy syn, oficer wojskowy Francisco Solano López.